# Edificio Bouchard 710
El Edificio Bouchard 710 (antes conocido también como Edificio Microsoft, hoy Edificio Samsung) es un edificio moderno de oficinas ubicado en el barrio de San Nicolás, en la ciudad de Buenos Aires, Argentina. Se construyó en la estructura de una construcción anterior, el Edificio ALEA, que alojó a la editorial homónima durante el gobierno de Juan Domingo Perón.

## Historia

### El Edificio ALEA

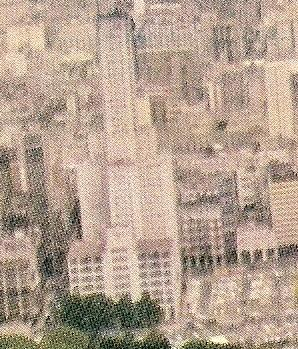
El Edificio ALEA hacia 1980.

Desde 1872 el terreno delimitado por las calles Bouchard, Córdoba, Tucumán y la Avenida Leandro N. Alem había pertenecido a la Catalinas Warehouses and Mole Company Ltd. (Sociedad Anónima Depósitos y Muelles de las Catalinas) fundada por Francisco Seeber. Cerca de allí se había emplazado el Muelle de las Catalinas, por lo que la parcela estaba ocupada por galpones y depósitos. Hacia 1945 la sociedad vendió sus terrenos y cerró definitivamente. La manzana antes mencionada fue comprada el 31 de octubre por la Sociedad Anónima Industrial, Financiera e Inmobiliaria Yatahí de Nicolás Dodero, que a su vez vendió el 6 de julio de 1949 el lote sur, de 4.790 m², a la Agrupación de Trabajadores Latinoamericanos Sindicalizados (ATLAS), presidida por Carlos Aloé, Secretario Administrativo de la Presidencia de la Nación del gobierno de Juan D. Perón y luego Gobernador de la Provincia de Buenos Aires.

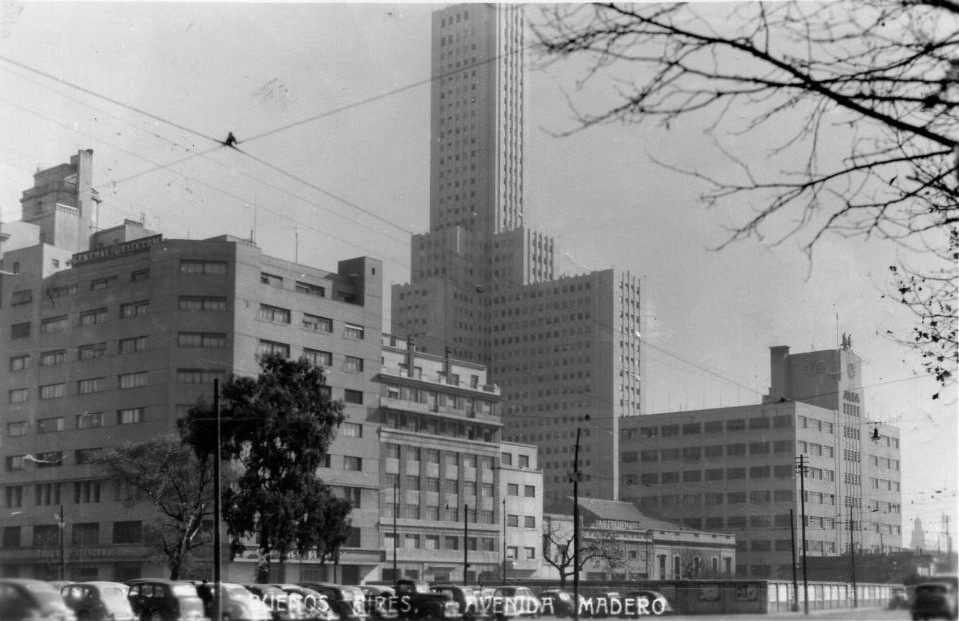
El Edificio ALEA junto al ALAS, hacia 1955.

La ATLAS construyó un conjunto de dos edificios, el Alea inaugurado en 1951 y otro que recién se terminaría luego del fin gobierno de facto autotitulado Revolución Libertadora de 1955.
El edificio ALEA, de sobria estructura de hormigón armado, fue inaugurado en 1951. En el subsuelo, y conectado con el Edificio ALAS, se construyó un búnker a pedido de Perón, en donde una versión afirmaba que el presidente se había resguardado durante los bombardeos a la Plaza de Mayo el 16 de septiembre de 1955. En rigor, Perón se refugió en el Ministerio de Guerra (hoy Edificio Libertador).
El Edificio ALAS, fue el más alto de la ciudad por más de 30 años, junto a él se encontraba otro de mucho menor talle, hacia el lado de la calle Bouchard, que alojaría a la Editorial ALEA, donde se imprimió una amplia gama de medios gráficos de ese grupo editorial Democracia, La Razón y Noticias Gráficas.

### Archivo General de la Nación
Durante la primera presidencia de Carlos Menem, su entonces ministro del interior José Luis Manzano lanzó un proyecto para reaprovechar la deteriorada estructura del Edificio ALEA para construir allí la nueva sede del Archivo General de la Nación debido a la inadecuación del edificio que aún hoy lo aloja, con un presupuesto de 17,5 millones de pesos convertibles.
El 30 de marzo de 1992 se firmó el decreto 535 que asignó definitivamente el Edificio ALEA al AGN y fueron previstas las obras, que se encomendaron a la consultora Ubatec de la UBA. El diseño elegido fue el de Mederico Faivre, Raimundo Flah, Jorge Hampton, Gustavo Cañaveral y Esteban García Girón, y se presentó en 1994. En marzo de 1995 el proyecto fue presentado a nivel internacional, recibiendo múltiples elogios, pero jamás fue concretado.

### Edificio Microsoft - Edificio Samsung

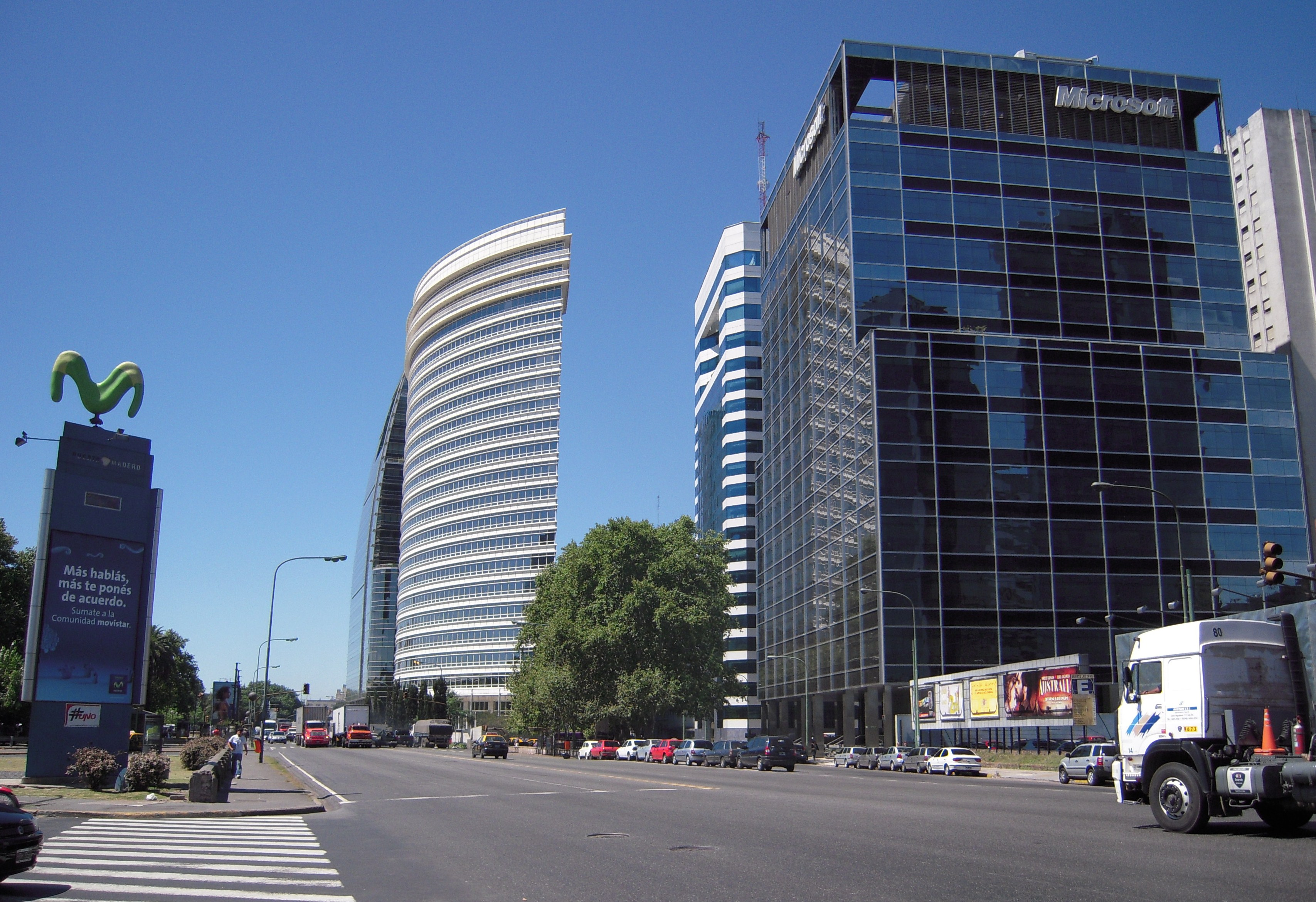
Junto al Edificio República

El 1 de noviembre de 1998 la Dirección Nacional de Bienes del Estado remató el edificio de la Editorial ALEA, que fue adquirido por la multinacional de la agroindustria Cargill por 6,5 millones de pesos convertibles. Cargill conformó el fondo de inversión Andean Asset Management y comenzó en agosto de 2000 la remodelación del edificio bajo un proyecto del estudio de Mario Roberto Álvarez y Asociados. En noviembre del mismo año la empresa informática Microsoft alquiló el 25% del edificio, que finalmente se inauguró en febrero de 2001. Las oficinas de Microsoft abrieron en junio de ese año, con un diseño del estudio Hampton-Rivoira.
En junio de 2005, IRSA compró a Cargill el edificio por 27 millones de dólares.
A comienzos de 2011 y luego de 10 años, el logo de Microsoft fue retirado de la fachada del edificio y reemplazado por el de la compañía Samsung.

## Características
Para reaprovechar la estructura de hormigón armado, se desmanteló el resto del Edificio ALEA y se realizó una completa reforma de la distribución interna. En el subsuelo se construyeron cocheras para 186 autos, destruyendo el búnker que se había construido para Perón, se bajó el nivel de la planta baja para poder construir más pisos respetando el Factor de Ocupación del Terreno FOT y se agregaron 5 pisos de 1200 m² cada uno, en una torre adjunta de menor superficie que el edificio original. En su aspecto exterior, sin embargo, un muro cortina de vidrio con un diseño de líneas horizontales homogeneizó la estructura original con la nueva.